# Castello Fraser

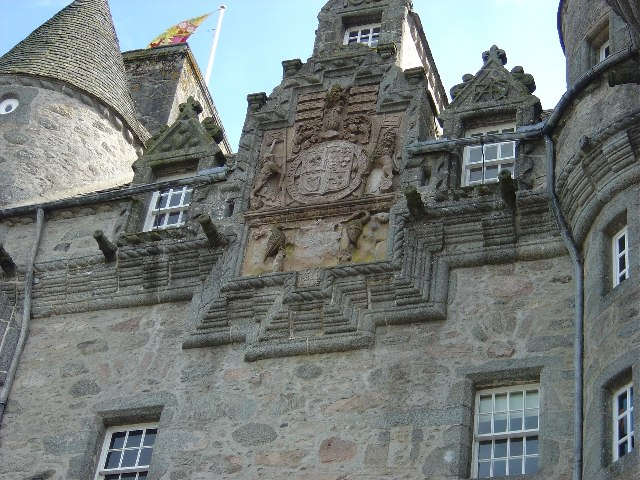
La facciata principale del castello con lo stemma della famiglia Fraser

Il castello Fraser (in inglese: Castle Fraser) è un castello situato nei dintorni della cittadina scozzese di Kemnay, nell'Aberdeenshire, costruito nella forma attuale tra il 1575 e il 1635 da componenti della famiglia Fraser, ma le cui origini risalgono al 1455.

## Storia
Il castello originario, un edificio fortificato, fu fatto costruire nel 1455 da Thomas Fraser e venne chiamato Castle of Muchil-in-Mar. La tenuta su cui sorse l'edificio, situata tra Muchall e Stoneywood, era stata donata a Fraser da Giacomo II il 29 ottobre dell'anno precedente.
Oltre un secolo dopo, segnatamente nel 1575, il castello venne ricostruito per volere di Michael Fraser di Stoneywood e trasformato in un edificio a pianta "Z". L'edificio, chiamato "Michael's Tower", era tuttavia rimasto incompleto alla morte di Michael Fraser, avvenuta nel 1588.
L'opera di riammodernamento fu portata avanti a partire dal 1618 ca. dal figlio di Michael Fraser, Andrew, una volta che ques'ultimo era diventato adulto.. La ricostruzione dell'edificio fu quindi completata solamente nel 1636, dato che il progetto voluto da Fraser era piuttosto elaborato.
A partire dal 1695, l'edificio fu ufficialmente chiamato "Castello Fraser" (Castle Fraser).
Nel 1795, la nuova proprietaria del castello, Elyza Fraser, iniziò un'opera di riammodernamento dell'edificio.
A partire dal 1814, le stanze del castello furono rimodellate per volere del Colonnello Charles Mackenzie Fraser.
|  |

## Leggende
Secondo una leggenda, nella Green Room del castello sarebbe stata assassinata una principessa, il cui corpo sarebbe stato trascinato lungo le scale, lasciando una striscia di sangue che non poté essere più cancellata e che dovette essere coperta da pannelli di legno. Il fantasma di questa principessa continuerebbe a vagare di notte nel castello e lo si sentirebbe anche mentre suona un pianoforte.